# Nomada putnami
Nomada putnami là một loài Hymenoptera trong họ Apidae. Loài này được Cresson mô tả khoa học năm 1876.